# Mihailo Janković (arhitekt)
Mihailo Janković (Beograd, 1911. – Beograd, 1976.), srpski arhitekt. Projektirao je neke poznate građevine u Beogradu kao što su Stadion Sportskog društva „Partizan“ (1951.), zgrada Ljubljanske banke u Čika Ljubinoj ulici, zgrada Modne kuće u Knez Mihailovoj, športsko-rekreativni centar „Tašmajdan“, palata SIV-a (Palača Federacije, 1959.) i palača Centralnog komiteta SKJ (danas poznat kao palača Ušće, 1961.)